# コンプレX
『コンプレX』（コンプレエックス）は、2005年4月20日から同年12月21日まで中国放送（RCCテレビ）で毎週水曜日の23:55 - 24:50に放送されていたローカルバラエティ番組である。

## 放送時間
（いずれもJST）
- 水曜日 23:55 - 24:50 （再放送：金曜日深夜〔時間は不定〕）

## 出演者

### 司会
- 石田靖
- 吉田千尋（中国放送アナウンサー）

### レギュラー出演者
- 池乃めだか
- アジアン（女性のお笑いコンビ）
- 井上マー
- 天津（男性のお笑いコンビ）
- 南海キャンディーズ
- ブラックマヨネーズ（M-1グランプリ2005優勝コンビ）

## 番組内容
広島人のコンプレックス解消を目指した番組。毎回視聴者から寄せられた依頼を基にレギュラー出演者（池乃めだかを除く）が何らかの悩みを抱える依頼者の下を訪ね、その悩みの解消を手助けするという内容で毎回2 - 3本の依頼が紹介されていた。

## 主たるコーナー
クイズ広島人！
広島ローカルの話題（方言、テレビCMの中の言葉など）からクイズが出題され、レギュラー出演者が解答するもの（通常2問、例外あり）。正解すれば広島の名店から取り寄せた「ご褒美メニュー」を食べることができるが、間違えたりボケ解答を出したりふざけたことを答えたりした場合には石田靖が容赦なくピコピコハンマーで解答者の頭を叩いていた。
ズバリ言いまフォー
番組末期（2005年11月23日放送分以降）に設定されたコーナーで、レイザーラモンHGが暗いスタジオの中で悩みを抱えた人の話を聞くという人生相談コーナー。その前には南海キャンディーズがこのコーナー（しずちゃんのズバリ言いましょう）を担当していた。